# دلری (دیترویت)
دلری (به انگلیسی: Delray) یک منطقهٔ مسکونی در ایالات متحده آمریکا است که در دیترویت واقع شده‌است. دلری ۲٬۷۸۳ نفر جمعیت دارد.